# Wedge Tomb von Tullycommon

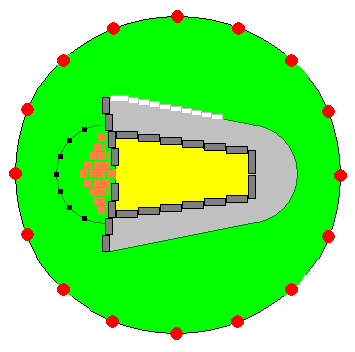
Schema eines Wedge Tombs

Das Wedge Tomb von Tullycommon (irisch Tulach Chumann) ist ein Wedge Tomb und National Monument etwa 6,4 km nördlich der R476 und östlich von Kilfenora im Burren im County Clare in Irland. Wedge Tombs (deutsch „Keilgräber“), früher auch „wedge-shaped gallery grave“ genannt, sind ganglose, mehrheitlich ungegliederte Megalithanlagen der späten Jungsteinzeit und der frühen Bronzezeit.
Das kleine Keilgrab hat eine Galerie, die nur 1,65 m lang und 0,78 m hoch ist. Allerdings liegen eine Anzahl Steine hinter der Kammer, die Überreste einer zweiten Kammer oder einer Vorkammer sind.
In der Nähe liegt das dreifach umwallte Fort Cahercommaun.